# Steven Lang
Steven Lang (Delémont, 3 settembre 1987) è un ex calciatore svizzero, di ruolo centrocampista o attaccante.

## Carriera

### Club
Il 30 giugno 2012 il Grasshoppers lo cede in prestito al Servette fino alla fine della stagione. Fa quindi il suo esordio con la squadra ginevrina il 13 luglio 2012 nella prima giornata di campionato affrontando allo Stade de Genève il Basilea. Segna la sua prima rete con la maglia del Servette l'8 ottobre 2012 nel St. Jakob-Park contro il Basilea. Dopo la stagione in prestito con la squadra ginevrina, fa il suo ritorno al Grasshoppers. Nell'estate del 2017 fa il suo ritorno al Servette e la stagione successiva si ferisce gravemente al ginocchio destro, il 14 settembre, durante un allenamento. Questa ferita gli impedisce di tornare a giocare fino alla fine del campionato.

## Palmarès
- Coppa del Liechtenstein: 1

Vaduz: 2014-2015
- Challenge League: 1

Servette: 2018-2019